# Yaghuth
Yaghūth (árabe: يَغُوثَ) é uma divindade cultuada na Arábia pré-islâmica, mencionada no Alcorão (71:23) na época do profeta Noé, e seu nome significa "aquele que auxilia".